# Rhein-Lahn-Kreis
Rhein-Lahn-Kreis – powiat w niemieckim kraju związkowym Nadrenia-Palatynat. Siedzibą powiatu jest miasto Bad Ems.
Utworzony w 1969 r. z powiatów Loreleykreis i Unterlahnkreis. Nazwa powiatu zawiera nazwy rzek Ren i Lahn.

## Podział administracyjny
Powiat składa się z:
- jednej gminy miejskiej (Stadt)
- pięciu gmin związkowych (Verbandsgemeinde)

Gminy miejskie:
| Lp. | Nazwa gminy miejskiej | Ludność (31 grudnia 2018) | Powierzchnia km² |
| --- | --------------------- | ------------------------- | ---------------- |
| 1   | Lahnstein             | 18.060                    | 36,85            |

Gminy związkowe:
| Lp. | Nazwa gminy związkowej | Ludność (31 grudnia 2018) | Powierzchnia km² | Liczba gmin |
| --- | ---------------------- | ------------------------- | ---------------- | ----------- |
| 1   | Aar-Einrich            | 19 085                    | 160,38           | 31          |
| 2   | Bad Ems-Nassau         | 27 903                    | 154,71           | 28          |
| 3   | Diez                   | 25 196                    | 106,22           | 23          |
| 4   | Loreley                | 16 546                    | 167,85           | 22          |
| 5   | Nastätten              | 16 093                    | 155,67           | 32          |

## Zmiany administracyjne
- 1 lipca 2019
  - połączenie gminy związkowej Hahnstätten z gminą związkową Katzenelnbogen w gminę związkową Aar-Einrich